# المختلف (مستباء)

تعديل مصدري - تعديل

المختلف هي إحدى قرى عزلة غرب مستباء بمديرية مستباء التابعة لمحافظة حجة، بلغ تعداد سكانها 472 نسمة حسب تعداد اليمن لعام 2004.